# 平野仁啓
平野 仁啓（ひらの きみひろ／じんけい、1914年4月6日 - 1996年11月25日）は、日本の文芸評論家。
広島県生まれ。本名・保。明治大学文学部卒、明大教授、1985年定年退職、名誉教授。20代には、同人文芸誌「批評」にも参加した。 

## 著書
- 『斎藤茂吉』構成社 1943
- 『万葉批評史研究 近世篇』未来社 1965
- 『古代日本人の精神構造』未来社 1966
- 『続・古代日本人の精神構造』未来社 1976
- 『子規と茂吉』「以文選書」教育出版センター 1976
- 『日本の神々 古代人の精神世界』講談社現代新書 1982
- 『古代日本精神史への視座』未来社 1989
- 『内面の文学』たいら書房 1991

### 共編著
- 『斎藤茂吉研究』本林勝夫共編著 右文書院 1980 (近代日本文学作家研究叢書)
- 『柳田国男探究 固有信仰論の展開』たいら書房 1992

## 参考
- 文藝年鑑1978
- 著作権台帳